# 标准石油帮
从1890年开始，美国报界将和标准石油关系紧密的利益集团称为标准石油帮。纽约时报1909年将这个群体称之为”本国成立以来最强大、最机智的资本家“芝加哥论坛报1890年称这个团体的财富增长是世纪奇迹
这个利益集团的主要人物有威廉·洛克菲勒、亨利·罗杰斯、詹姆斯·斯蒂尔曼和亨利·弗拉格勒"，其中罗杰斯是和公众接触最多的。尽管被很多现代批评家认为是和罗杰斯、斯蒂尔曼一起组成这个投资集团，约翰·洛克菲勒在投资时经常避免和标准石油帮冲突。